# Chilocampyla
Chilocampyla is een geslacht van vlinders uit de familie mineermotten (Gracillariidae).
Het geslacht omvat volgende soorten:
- Chilocampyla dyariella Busck, 1900
- Chilocampyla psidiella Busck, 1934